# Messerschmitt Me 263
Messerschmitt Me 263 là một mẫu máy bay tiêm kích trang bị động cơ rocket, được phát triển từ loại Me 163 Komet.

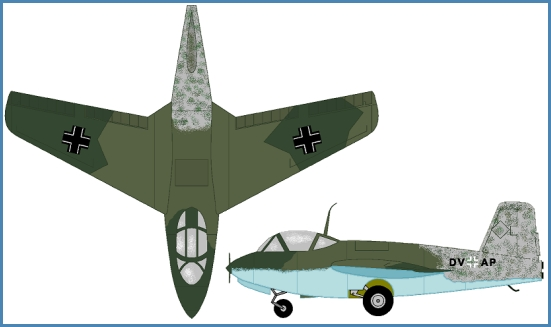
Messerschmitt Me 263

## Tính năng kỹ chiến thuật (Me 263 V1)
Đặc điểm tổng quát
- Kíp lái: 1
- Chiều dài: 7,83 m (25 ft)
- Sải cánh: 9,50 m (31 ft 2 in)
- Chiều cao: 3,17 m ()
- Diện tích cánh: 17,80 m² (191,59 ft²)
- Trọng lượng rỗng: 2.105 kg (4.640 lb)
- Trọng lượng cất cánh tối đa: 5.150 kg (11.354 lb)
- Động cơ: 1 × Walter HWK 109-509C-3 rocket, 19,61 kN (4.410 lbf)

 Hiệu suất bay 
- Vận tốc cực đại: 880 km/h (550 mph) (14.000 m (45.000 ft))
- Trần bay: 14.000 m (45.212 ft)
- Vận tốc lên cao: 150 m/s ()
- Thời gian bay:15 phút lên độ cao 11.000 m (36.090 ft)

Trang bị vũ khí

- 2 × pháo MK 108 30 mm (1.18 in)